# Муса Джафери
Муса Джафери (на македонска литературна норма: Муса Џафери; на албански: Musa Xhaferi) е политик от Северна Македония от албански произход.

## Биография
Роден на 7 юли 1959 година в кичевското село Заяс. През 1984 година завършва Икономическия факултет на Прищинския университет. Специализира в Цюрихския университет през 1995 година, а също така специализира педагогика в Академията за образование на възрастни в Люцерн през 2000 година. Владее немски език, а отделно си служи и с френски език. Между 1996 и 2001 година работи като педагог на възрастни хора в Люцерн.